# Conan IV de Bretaña
Conan IV de Penthievre (1138- 20 de febrero de 1171) llamado el Joven, fue duque de Bretaña, desde 1156 hasta 1166. Era hijo de Alan el Negro, I conde de Richmond y de Berta de Bretaña. 

## Biografía
Por parte paterna, era tataranieto de Godofredo I de Bretaña y bisnieto de Eudes de Bretaña. Conan y su hija Constanza fueron los únicos representantes de la casa Penthievre en Bretaña. Al morir su madre, tempranamente, en 1156, Conan esperaba heredar la titularidad del ducado. Sin embargo, le fue denegado por su padrastro Eudes, quien rechazó ceder su autoridad. Eudes pudo haber pactado con Hoel, Conde de Nantes, para dividir Bretaña entre ellos. Pero Hoel sufrió una amenaza de rebelión en Nantes, auspiciada por Godofredo VI de Anjou, y no pudo enviar ayuda a Eudes. Al año siguiente, Conan IV detuvo y encarceló a Eudes, reclamándole el ducado. En 1158, Geoffrey de Anjou, falleció y Conan ocupó Nantes, reunificando el condado.
Sin embargo, Enrique II de Inglaterra, hermanastro de Godofredo y que también tenía derechos sobre Bretaña, respondió ocupando el condado de Richmond, que Conan había recibido por vía paterna y le exigió la devolución de Nantes. Finalmente se llegó a un tratado de paz por el que se acordó el matrimonio de Conan con Margarita de Huntingdon, princesa de Escocia y prima de Enrique, en 1160. Margarita era hija de Enrique de Escocia, III conde de Huntingdon y de Ada de Warenne, hija de William de Warenne, II conde de Surrey y de Elizabeth de Vermandois.
Conan tuvo que hacer frente a varias revueltas nobiliarias en sus territorios, posiblemente auspiciadas por Inglaterra. Finalmente, Conan pidió ayuda a Enrique II, que exigió la promesa de matrimonio de la única hija de Conan y heredera, Constanza, con su hijo, Godofredo.
Poco a poco, Enrique comenzó a intervenir más activamente en la política bretona, llegando a invadir Bretaña en 1166 para sofocar las rebeliones de los nobles. Finalmente, forzó a Conan a abdicar en su hija el gobierno del ducado de Bretaña, que de esta forma pasó a la órbita del Imperio angevino.

## Descendencia
Conan y Margarita de Huntingdon tuvieron al menos cuatro descendientes:
1. Constanza (c. 1161 - 1201), que sucedió a su padre en 1166.
2. Guillermo (aún vivo alrededor 1200).[1]
3. Tal vez uno o más descendientes, muertos en la infancia.[2]

## Muerte y herederos
Según las fuentes disponibles, Conan falleció en 1171, cinco años después de su abdicación.

## Descripciones en literatura
Conan IV es generalmente descrito en la historiografía como un débil gobernante, que no pudo proteger el ducado en contra del poderoso rey angevin, aunque el historiador Eric Borgnis-Desbordes recientemente matizó esta opinión.